# Колікйоган
Колікйоган (рос. Коликъёган) або Колекйоган (рос. Колекъёган) — річка в Росії, права притока Ваху (басейн Обі), тече у Нижньовартовському районі Ханти-Мансійського АО. 
Колікйоган бере початок на Сибірських Увалах, тече на південний захід і південь. В низов’ях дуже звивистий. Впадає у Вах в його нижній течії. 
Довжина річки 457 км, площа басейну 12 200 км². Живлення мішане з переважанням снігового; характерна тривала весняно-літня повінь. Замерзає наприкінці жовтня, скресає у травні. 
Основні притоки: Лунгйоган, Ай-Коликйоган, Єкканйоган — ліві, Охогрігол, Вонтерйоган — праві. В басейні Колікйогана багато озер.
Річка судноплавна на 253 км від впадіння у Вах до пристані Подбаза.
Населених пунктів на річці немає.